# 裁判 (足球)

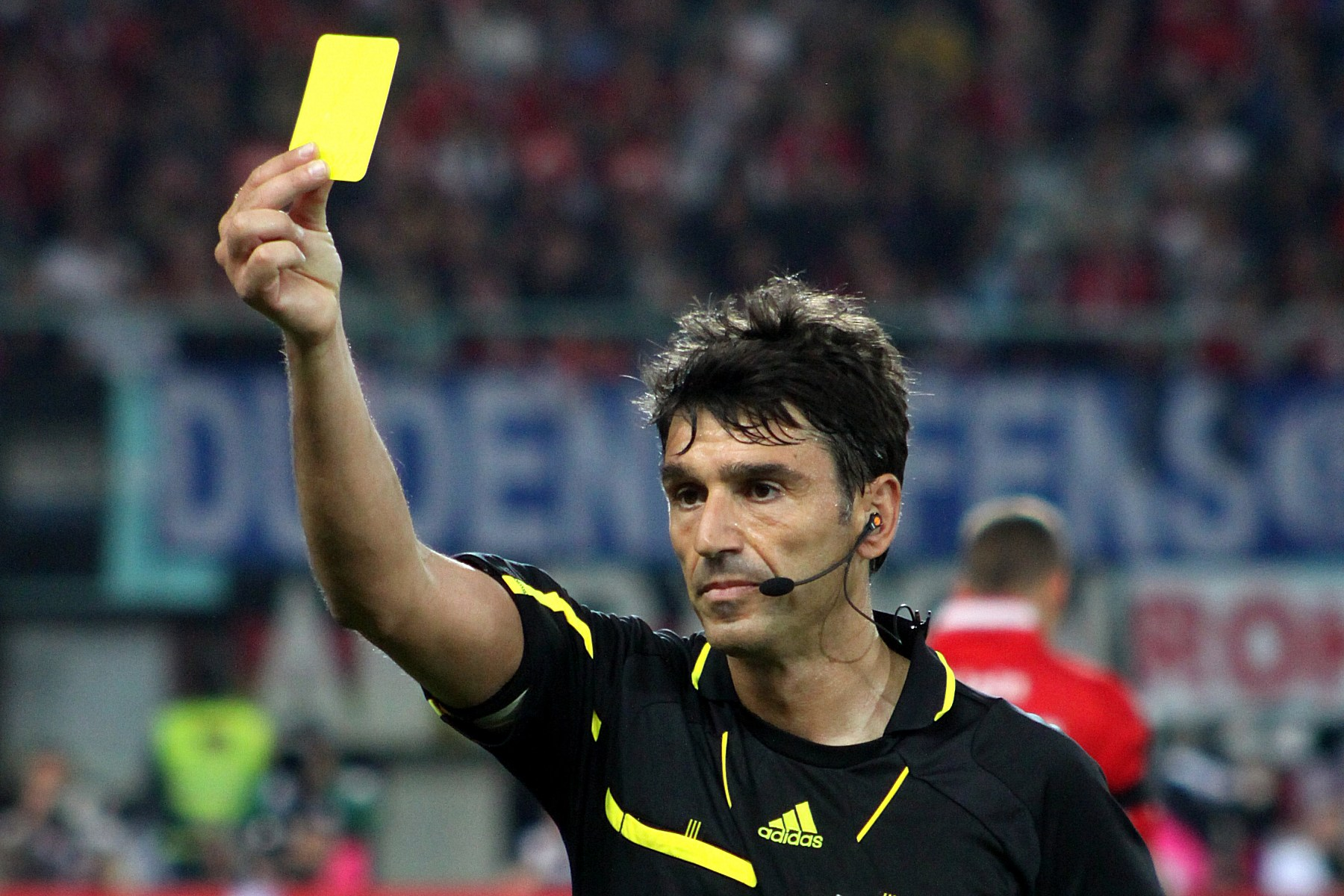
裁判馬西莫·布薩卡在一場比賽上發出黃牌。

裁判是在足球比賽中負責執行比賽規則的人員，一場正式足球比賽中至少有四名裁判，包括主裁判、兩名助理裁判（边裁）和一名第四裁判（第四官员）。2008年的欧青赛中第一次出现了底线裁判，2010年起国际足联批准在欧洲冠军联赛和欧洲杯中启用底线裁判，因此每场比赛的裁判人数增加到6人。2016年视频助理裁判（VAR）开始进入正式比赛，2017年澳超成为首个引入VAR的职业联赛，此后美职联、德甲、意甲、南美解放者杯等欧美主流赛事纷纷宣布引入VAR，国际足联批准VAR在2018年俄罗斯世界杯中启用。